# ベスページ支線
ベスページ支線（英: Bethpage Branch）とはかつて、現在のロンコンコマ支線とセントラル支線の分割点（当時は「ベスページ・ジャンクション」 (Bethpage Junction) と呼ばれ、現在は「ベスページ・インターロッキング」 (Bethpage Interlocking) と呼ばれている）から北へ向けて約1+3⁄4マイル (2.8 km)走行し、現在のニューヨーク州オールド・ベスページまでを結んでいたロングアイランド鉄道 (LIRR) の支線である。 
この支線はおもにアレクサンダー・ターニー・スチュアートの現地のレンガ製造工場（ベスページ煉瓦工場 (Bethpage Brickworks)）に便宜をはかるために、当初ロング・アイランド・セントラル鉄道 (CRRLI) によって1873年6月に建設された。そのため彼はニューヨーク州ガーデンシティの計画都市を建設している彼のプロジェクトのためにレンガを配送できた。そのレンガ工場付近のいくつかのピクルス工場もその路線を貨物を輸送するために使用した。 
旅客扱いは当初の計画の一部ではなかったにもかかわらず、旅客用の停車駅が1つその支線の各末端部に設置された。その支線の北の終点にあった旅客用の停車駅は「ベスページ」 (Bethpage) と呼ばれ、現在のワインディング・ロードとバトル・ロウの交差点付近（旧スチュアートレンガ工場のすぐ北、現在のオールド・ベスページ・ビレッジ・レストレーションの南）にあった。
ベスページ・ジャンクション (Bethpage Junction) と呼ばれた南端の停車場もまた乗換駅であった。ベスページ・ジャンクションから CRRLI（1876年より後はLIRRに置き換えられた）の列車は北に進みベスページへ行ったり、南東へ進みバビロンやその向こうへ行ったりした。CRRLI（後のLIRR）の列車は西へ進みガーデンシティ（およびその向こう）へ向かったが、LIRRの列車は西へ進みジャマイカ（およびその向こう）へ向かったり、東へ進みロンコンコマ（およびその向こう）へ向かったりした。
その支線をハンティントンへ向けて北へ延伸する提案は、1876年のCRRLIとLIRRの合併後に破棄された。1909年5月24日から側線に指定され、ベスページ支線は1942年11月10日に廃止された。
| 駅名                       | フルトン・フェリー・ターミナル からの距離（マイル） | 所在地 | 開業                                | 駅構造             | 備考                                  | 歴史 |
| -------------------------- | --------------------------------------------------- | --- | ----------------------------------- | ------------------ | ------------------------------------- | --- |
| ベスページ・ジャンクション | 29½                                                 | 現在のLIRRのベスページ・インターロッキングの場所 -- 現在のベスページ駅とファーミングデール駅の間                               | 1873年6月に最初に時刻表に記載された | プラットホームのみ | 乗換駅でもあった、当初はLIRRとCRRLIの | 1924年のためのLIRRの時刻表に現れた。1925年にバビロンへの本線と接続するために再構成された。                               |
| ベスページ                 | 31¼                                                 | 現在のニューヨーク州オールド・ベスページのワインディング・ロードとバトル・ロウの交差点付近（旧スチュアートレンガ工場のすぐ北） | 1874年11月9日に農民への配慮として   | プラットホームのみ | ベスページ支線の北の終点              | 1日につき一往復。1876年から1877年までの間は、夏のみ運行した。1879年3月のためのLIRRの時刻表に現れた。1909年には側線のみ。 |